# پارک ملی بهوال
پارک ملی بهوال (به لاتین: Bhawal National Park) یک پارک ملی در بنگلادش است که در ناحیه قاضی‌پور واقع شده‌است.